# Aristolochia cordigera
Aristolochia cordigera är en piprankeväxtart som beskrevs av Carl Ludwig von Willdenow och Johann Friedrich Klotzsch. Aristolochia cordigera ingår i släktet piprankor, och familjen piprankeväxter. Inga underarter finns listade i Catalogue of Life.